# 阿久津主税
阿久津 主税（あくつ ちから、1982年6月24日 - ）は、将棋棋士。滝誠一郎門下。棋士番号は233。兵庫県西宮市出身。関東所属。

## 棋歴
5-6歳ごろに父親より将棋を教わるが、それほど専念はしていなかった。小学4年生ごろ、父親の転勤により東京都町田市に転居し、父に連れられ将棋会館へ顔を出すようになる。それから子どもスクールに通い卒業、八王子将棋クラブへ通うころにはすっかり将棋に熱心になっていた。小学5年生で、研修会に入る。同学年の佐藤慎一が奨励会を受験するのを聞き、自身も奨励会試験を受けることを意識するようになり、小学6年生9月期で入会を果たす。同奨励会試験の1位は渡辺明で2位は橋本崇載だった。
1999年、2期目の三段リーグを1位抜けし（14勝4敗)、四段昇段。プロ入りを決めてから在学していた高校は、2年生修了で退学している。

### プロ入り後
17歳にして三段リーグを2期で通過した注目株と見られていたが、最初の数年は目立った活躍がなかった。当時は、不利な局面になると早々と投了することが多く、同じ特徴を持つ島朗にさえ「阿久津君は投げっぷりがいいらしいね」と評されたことがある。なお、プロ入り後1年間に、デビュー戦で女流棋士(斎田晴子)に、2戦目の第13期竜王戦でアマチュア棋士に、その後奨励会員に公式戦で敗れ、「逆三冠」を達成している（他のプロ棋士では伊奈祐介が『達成』しただけらしいと「将棋世界」誌で本人が語っている）。
2002年度、第15期竜王戦の6組ランキング戦で準優勝し5組へ昇級すると、翌年度の第16期竜王戦では昇級者決定戦を制して、4組に昇級。
2004年度は一次予選から勝ち抜いて第54期王将戦リーグ入り。難関の王将リーグで3勝3敗と健闘し残留決定戦に出場するが、丸山忠久に敗れてリーグから陥落。また、当年度は年度勝数36で全棋士中5位となり、この年度の将棋大賞の新人賞を受賞する。さらに、順位戦C級にとどまったまま2005年度は34勝（5位）、2006年度は45勝（2位）、2007年度は33勝（5位）を挙げる。特に、2006年度は勝率1位であった。タイトル戦の予選の上位に頻繁に顔を出し、渡辺明、山崎隆之、橋本崇載らとともに、同世代の強豪グループを形成する。
2005年度、第46期王位戦でリーグ入りを果たすが陥落。本棋戦では2006年度と2007年度でもリーグ入りと陥落を繰り返し、4回目となった2008年度の第49期王位戦にて4勝1敗の好成績により、初のリーグ残留に成功した（翌年度リーグから陥落）。
2006年度、第19期竜王戦で昇級者決定戦を制し、3組へ昇級。第25回朝日オープン将棋選手権戦では予選を勝ち抜き、本戦でも森内俊之（対局当時名人）・阿部隆（当時順位戦A級在位）・久保利明（後に棋王・王将獲得）・深浦康市（第21回朝日オープン選手権者、翌年王位獲得）・鈴木大介（竜王・棋聖挑戦経験者）と強豪を立て続けに撃破し、羽生善治朝日への挑戦権を得る活躍（五番勝負は1-3で敗退）。この年の獲得賞金・対局料ランキングで12位となり、六段の棋士でありながら2008年の大和証券杯ネット将棋・最強戦およびJT将棋日本シリーズへの初の出場権を得た。なお、この年に20位以内にランクインした棋士の中で、七段以下は阿久津のみである（阿久津にとっての初のランクインでもある）。
2007年度、新棋戦の朝日杯将棋オープン戦では、最後の朝日オープン将棋選手権で挑戦者になった事もあり、本戦から出場。ベスト4まで勝ち進み、次回のシード権を得た。そして2008年度の第2回朝日杯将棋オープン戦では、タイトルホルダー（棋王）の佐藤康光を破るなどして決勝進出。決勝（2009年2月14日）では久保利明八段（この翌月に佐藤から棋王を奪取）を破り、棋戦初優勝を果たした。また、この結果を受け日本将棋連盟理事会で審議が行われ、「類まれなる成績」により七段に昇段することが決定。2009年4月1日付けで昇段した。
2009年度、第17期銀河戦において、予選からの参加で優勝。決勝トーナメントでは永世名人の資格を保持する森内俊之や、当時タイトル保持者の深浦康市（王位）らを破った。また、この間に13連勝を記録し、連勝賞を獲得した。
第21期（2008年度）竜王戦3組で優勝し、本戦初出場。久保利明を相手に1勝を挙げる（2戦目で1組2位の木村一基に敗れる）。翌期は2組から降級したが第23期（2010年度）で再び3組優勝。本戦では2組2位の三浦弘行と1組2位の松尾歩に勝つが、3戦目で1組3位の羽生善治に千日手指し直しの末に敗れて挑戦者決定三番勝負進出を逃す。
2012年度、第25期竜王戦で昇級者決定戦を制し、遂に1組へと昇級。第20期銀河戦では決勝トーナメントで勝ち進み、準優勝（決勝で羽生善治に敗戦）。
2014年度は第27期竜王戦で1組3位に、翌年度は第28期竜王戦で1組2位になる活躍を見せるが、何れも本戦初戦で敗退となった。
2017年度から2019年度の王位戦（第58期王位戦～第60期王位戦）にて、王位リーグ入りを連続で決めるが、何れもリーグ陥落に終わった。
2018年度は第31期竜王戦で2連敗し、2組へ降級した。
2019年度は第13回朝日杯で勝ち進み、第2回以来の好成績となる本戦ベスト4まで進出した。
2021年度は第34期竜王戦で2連敗し、3組へ降級した。

### 順位戦
順位戦に関しては、C級2組からC級1組への昇級に6期を費やしたが、C級1組は2期（第66期・2007年度に8勝2敗・1位）、B級2組は3期（第69期・2010年度に8勝2敗で2位）、そしてB級1組も3期で（第72期・2013年度に1局残して9勝2敗で2位以内確定）それぞれ通過し、プロ15年目でついにA級への昇級を決めた。だが第73期（2014年度）順位戦では振るわず、0勝9敗のクラス最下位に終わり、順位戦A級では史上4人目の皆勤全敗となった。
2016年度の第75期順位戦B級1組の最終戦で山崎隆之に勝利し8勝4敗になったものの、豊島将之も糸谷哲郎に勝利し、同じ勝敗数になり、今期の順位の差で豊島が上位に立ったため、惜しくもA級復帰とはならなかった。しかし、2017年度の第76期順位戦は森内俊之がフリークラス宣言したのと、三浦弘行の地位保全に伴い、A級からの降格者がいなかったことにより順位は1位としてスタートし、最終局で松尾歩に勝利し、同じ最終局で郷田真隆に敗れた橋本崇載と既にA級に昇級が決まっていた糸谷哲郎を破った木村一基が6勝4敗で並んだが、順位の差で上位についたため、4期ぶりのA級に復帰した。
2度目のA級で迎えた第77期順位戦であったが、またしても第73期同様に振るわず、2019年1月16日に糸谷に敗れて白星なしの7連敗となり、2局を残して9位以下が確定。ふたたび1期でのA級陥落となり、さらに第8局も稲葉陽に敗れて最下位が確定した。第73期同様に全敗の可能性すらあった最終第9局であったが佐藤康光に勝ち、A級初勝利で第77期を終えた。なお、順位戦A級17連敗（第73期A級9局全敗、第74期A級8回戦まで8連敗）は歴代最多記録である。
B級1組に降格して迎えた2019年度の第78期順位戦では、第5局で当期のB級1組をトップ通過することになる菅井竜也に唯一の黒星を付けるなど序盤戦を4勝1敗のトップタイ(順位の差では1位)と好調な滑り出しを見せたが、ここから7連敗を喫してA級復帰を逃した。
2020年度の第79期順位戦では苦戦し、下位から丁度4人目（＝10位）の成績で、辛うじて残留した。しかし、2021年度の第80期順位戦でも苦戦は続き、最終局の久保利明に勝てば再び残留となる所だったが、敗れたことで最下位（＝13位）でB級2組への降級となった。

### 対コンピュータ
電王戦FINALの前哨戦企画でもコンピューターソフトのツツカナとAWAKEに連敗した。2015年4月11日、電王戦FINALでAWAKEと対局。しかし、序盤早々、元奨励会員の開発者が独自判断で投了し21手で阿久津の勝利となった。この勝利により、電王に勝った初のプロ棋士となった。阿久津の採用した戦略は将棋ウォーズにおける対ponanza戦略や、電王AWAKE(ノートPC)に勝てたら100万円！における対AWAKE戦略としてアマチュアが指したコンピュータソフト側の悪手を誘う含みを持たせた指し手であり、コンピュータ側が悪手を指した直後に開発者は投了した。

## 棋風
- 居飛車党で、激しい攻め将棋。得意戦法は角換わり[1]。

## 人物・エピソード
- 羽生善治と同じ八王子将棋クラブの出身[5]。
- ルックスが話題になることがあり、山崎隆之が「西の王子」と呼ばれている事に因んで「東の王子」と呼ばれている。将棋ファンからは「あっくん」と呼ばれる事もある。2016年結婚。
- 趣味は競馬で、同じ趣味を持つ渡辺明らと仲が良い[2]。またパチスロも好きで『パチスロ常勝理論!』（MONDO TV）に何度かゲスト出演している[6]。麻雀もたしなみ、最高位戦の特別企画「最高位戦ペアマッチ」に参戦した経験もある[7]。
- 2010年度4月～9月の半年間、NHK将棋講座「阿久津主税の中盤感覚をみがこう」の講師を担当。「アッくんの目ヂカラ」というコーナーがあった。
- 2022年度の第48期棋王戦では、「女性初のタイトル棋戦本戦出場」と「女性初のプロ編入試験受験資格の獲得」を果たした里見香奈と対戦し、142手の熱戦の末、勝利した[8]。なお2022年現在、タイトル棋戦本戦で女性と対局したプロ棋士は阿久津のみである。

## 昇段履歴
- 1994年00月00日 ： 6級 = 奨励会入会
- 1997年00月00日 ： 初段
- 1999年10月01日 ： 四段 = プロ入り
- 2004年07月02日 ： 五段（勝数規定／公式戦100勝、通算100勝）[9]
- 2007年08月03日 ： 六段（勝数規定／五段昇段後公式戦120勝、通算220勝）[10]
- 2009年04月01日 ： 七段（特別昇段「類まれなる成績」／第2回朝日杯将棋オープン戦優勝)[11]
- 2014年02月13日 ： 八段（順位戦A級昇級）[12]

## 主な成績

### 棋戦優勝
- 朝日杯将棋オープン戦 1回（第2回 - 2008年度）
- 銀河戦 1回（第17期 - 2009年度）

優勝合計 2回
準タイトル戦
- 朝日オープン将棋選手権挑戦者（2007年）

### 将棋大賞
- 第32回（2004年度）　新人賞
- 第34回（2006年度）　勝率一位賞
- 第37回（2009年度）　連勝賞（13連勝）

### 在籍クラス
| 開始 年度 | (出典)順位戦出典 | (出典)順位戦出典 | (出典)順位戦出典 | (出典)順位戦出典 | (出典)順位戦出典 | (出典)順位戦出典 | (出典)順位戦出典 | (出典)順位戦出典 | (出典)竜王戦出典 | (出典)竜王戦出典 | (出典)竜王戦出典 | (出典)竜王戦出典 | (出典)竜王戦出典 | (出典)竜王戦出典 | (出典)竜王戦出典 | (出典)竜王戦出典 | (出典)竜王戦出典 | (出典)竜王戦出典 |
| 開始 年度 | 期               | 名人             | A級              | B級              | B級              | C級              | C級              | 0                | 期               | 竜王             | 1組              | 2組              | 3組              | 4組              | 5組              | 6組              | 決勝 T           |                  |
| 開始 年度 | 期               | 名人             | A級              | 1組              | 2組              | 1組              | 2組              | 0                | 期               | 竜王             | 1組              | 2組              | 3組              | 4組              | 5組              | 6組              | 決勝 T           |                  |
| --- | ---------------- | ---------------- | ---------------- | ---------------- | ---------------- | ---------------- | ---------------- | ---------------- | ---------------- | ---------------- | ---------------- | ---------------- | ---------------- | ---------------- | ---------------- | ---------------- | ---------------- | ---------------- |
| 1999 | 58               | 昇段前           | 昇段前           | 昇段前           | 昇段前           | 昇段前           | 昇段前           | 昇段前           | 13               |                  |                  |                  |                  |                  |                  | 6組              | --               | 0-2              |
| 2000 | 59               |                  |                  |                  |                  |                  | C241             | 6-4              | 14               |                  |                  |                  |                  |                  |                  | 6組              | --               | 1-2              |
| 2001 | 60               |                  |                  |                  |                  |                  | C217             | 6-4              | 15               |                  |                  |                  |                  |                  |                  | 6組              | --               | 4-1              |
| 2002 | 61               |                  |                  |                  |                  |                  | C211             | 7-3              | 16               |                  |                  |                  |                  |                  | 5組              |                  | --               | 4-1              |
| 2003 | 62               |                  |                  |                  |                  |                  | C206             | 6-4              | 17               |                  |                  |                  |                  | 4組              |                  |                  | --               | 2-2              |
| 2004 | 63               |                  |                  |                  |                  |                  | C216             | 7-3              | 18               |                  |                  |                  |                  | 4組              |                  |                  | --               | 1-2              |
| 2005 | 64               |                  |                  |                  |                  |                  | C206             | 8-2              | 19               |                  |                  |                  |                  | 4組              |                  |                  | --               | 6-1              |
| 2006 | 65               |                  |                  |                  |                  | C126             |                  | 8-2              | 20               |                  |                  |                  | 3組              |                  |                  |                  | --               | 2-2              |
| 2007 | 66               |                  |                  |                  |                  | C104             |                  | 8-2              | 21               |                  |                  |                  | 3組              |                  |                  |                  | 1-1              | 4-0              |
| 2008 | 67               |                  |                  |                  | B219             |                  |                  | 6-4              | 22               |                  |                  | 2組              |                  |                  |                  |                  | --               | 0-2              |
| 2009 | 68               |                  |                  |                  | B211             |                  |                  | 8-2              | 23               |                  |                  |                  | 3組              |                  |                  |                  | 2-1              | 4-0              |
| 2010 | 69               |                  |                  |                  | B203             |                  |                  | 8-2              | 24               |                  |                  | 2組              |                  |                  |                  |                  | --               | 2-2              |
| 2011 | 70               |                  |                  | B113             |                  |                  |                  | 8-4              | 25               |                  |                  | 2組              |                  |                  |                  |                  | --               | 4-1              |
| 2012 | 71               |                  |                  | B103             |                  |                  |                  | 4-8              | 26               |                  | 1組              |                  |                  |                  |                  |                  | --               | 2-2              |
| 2013 | 72               |                  |                  | B109             |                  |                  |                  | 9-3              | 27               |                  | 1組              |                  |                  |                  |                  |                  | --               | 3-2              |
| 2014 | 73               |                  | A 10             |                  |                  |                  |                  | 0-9              | 28               |                  | 1組              |                  |                  |                  |                  |                  | --               | 3-2              |
| 2015 | 74               |                  |                  | B102             |                  |                  |                  | 5-7              | 29               |                  | 1組              |                  |                  |                  |                  |                  | --               | 1-2              |
| 2016 | 75               |                  |                  | B109             |                  |                  |                  | 8-4              | 30               |                  | 1組              |                  |                  |                  |                  |                  | --               | 3-2              |
| 2017 | 76               |                  |                  | B101             |                  |                  |                  | 6-4              | 31               |                  | 1組              |                  |                  |                  |                  |                  | --               | 0-2              |
| 2018 | 77               |                  | A 10             |                  |                  |                  |                  | 1-8              | 32               |                  |                  | 2組              |                  |                  |                  |                  | --               | 1-2              |
| 2019 | 78               |                  |                  | B102             |                  |                  |                  | 4-8              | 33               |                  |                  | 2組              |                  |                  |                  |                  | --               | 1-2              |
| 2020 | 79               |                  |                  | B110             |                  |                  |                  | 5-7              | 34               |                  |                  | 2組              |                  |                  |                  |                  | --               | 0-2              |
| 2021 | 80               |                  |                  | B110             |                  |                  |                  | 3-9              | 35               |                  |                  |                  | 3組              |                  |                  |                  | --               | 2-2              |
| 2022 | 81               |                  |                  |                  | B203             |                  |                  | 6-4              | 36               |                  |                  |                  | 3組              |                  |                  |                  | --               | 3-1              |
| 2023 | 82               |                  |                  |                  | B208             |                  |                  | 5-5              | 37               |                  |                  | 2組              |                  |                  |                  |                  | --               | 2-2              |
| 2024 | 83               |                  |                  |                  | B214             |                  |                  |                  | 38               |                  |                  | 2組              |                  |                  |                  |                  | --               |                  |
| 順位戦、竜王戦の 枠表記 は挑戦者。右欄の数字は勝-敗(番勝負/PO含まず)。 順位戦の右数字はクラス内順位 ( x当期降級点 / *累積降級点 / +降級点消去 ) 順位戦の「F編」はフリークラス編入 /「F宣」は宣言によるフリークラス転出。 竜王戦の 太字 はランキング戦優勝、竜王戦の 組(添字) は棋士以外の枠での出場。 |                  |                  |                  |                  |                  |                  |                  |                  |                  |                  |                  |                  |                  |                  |                  |                  |                  |                  |

### 年度別成績
| 年度             | 対局数 | 勝数 | 負数 | 勝率   | (出典) |
| ---------------- | ------ | ---- | ---- | ------ | ------ |
| 1999             | 6      | 1    | 5    | 0.1667 | [ 15 ] |
| 2000             | 37     | 21   | 16   | 0.5676 | [ 16 ] |
| 1999-2000 (小計) | 43     | 22   | 21   |        |        |
| 年度             | 対局数 | 勝数 | 負数 | 勝率   | (出典) |
| 2001             | 43     | 29   | 14   | 0.6744 | [ 17 ] |
| 2002             | 35     | 20   | 12   | 0.5714 | [ 18 ] |
| 2003             | 36     | 22   | 14   | 0.6111 | [ 19 ] |
| 2004             | 51     | 36   | 15   | 0.7059 | [ 20 ] |
| 2005             | 50     | 34   | 16   | 0.6800 | [ 21 ] |
| 2006             | 58     | 45   | 13   | 0.7759 | [ 22 ] |
| 2007             | 50     | 33   | 17   | 0.6600 | [ 23 ] |
| 2008             | 50     | 35   | 15   | 0.7000 | [ 24 ] |
| 2009             | 42     | 28   | 14   | 0.6667 | [ 25 ] |
| 2010             | 35     | 21   | 14   | 0.6000 | [ 26 ] |
| 2001-2010 (小計) | 450    | 303  | 147  |        |        |
| 年度             | 対局数 | 勝数 | 負数 | 勝率   | (出典) |
| 2011             | 38     | 25   | 13   | 0;6576 | [ 27 ] |
| 2012             | 34     | 15   | 19   | 0.4412 | [ 28 ] |
| 2013             | 30     | 19   | 11   | 0.6333 | [ 29 ] |
| 2014             | 32     | 14   | 18   | 0.4375 | [ 30 ] |
| 2015             | 35     | 16   | 19   | 0.4571 | [ 31 ] |
| 2016             | 35     | 20   | 15   | 0.5714 | [ 32 ] |
| 2017             | 43     | 24   | 19   | 0.5581 | [ 33 ] |
| 2018             | 31     | 12   | 19   | 0.3871 | [ 34 ] |
| 2019             | 38     | 17   | 21   | 0.4474 | [ 35 ] |
| 2020             | 29     | 10   | 19   | 0.3448 | [ 36 ] |
| 2011-2020 (小計) | 345    | 172  | 173  |        |        |
| 年度             | 対局数 | 勝数 | 負数 | 勝率   | (出典) |
| 2021             | 34     | 15   | 19   | 0.4412 | [ 37 ] |
| 2022             | 41     | 26   | 15   | 0.6341 | [ 38 ] |
| 2023             | 32     | 14   | 18   | 0.4375 | [ 39 ] |
| 2021-2023 (小計) | 104    | 55   | 49   |        |        |
| 通算             | 945    | 552  | 393  | 0.5841 | [ 40 ] |
| 2023年度まで     |        |      |      |        |        |

## 著書
- 必ず役立つプロの常識 （2009年12月、毎日コミュニケーションズ、ISBN 978-4839934170）
- 阿久津主税の中盤感覚をみがこう （2010年12月、日本放送出版協会、ISBN 978-4140161876）
- 将棋のチカラ（2011年2月、白水社、ISBN 978-4560081143）
- 将棋の教科書 対振り急戦（2012年11月、日本将棋連盟、ISBN 978-4839944667）
- 矢倉・角換わりの教科書（2013年8月、日本将棋連盟、ISBN 978-4839948245）
- 駒落ちの教科書 八枚～二枚落ち編（2014年7月、日本将棋連盟、ISBN 978-4839952488）

## 出演

### テレビ
- 将棋講座（NHK教育テレビジョン、2010年4月 - 2010年9月）「阿久津主税の中盤感覚をみがこう」講師
- 将棋フォーカス（NHK Eテレ、2020年4月 - 2020年9月）番組内将棋講座「阿久津主税の楽しく勝とうB級グルメ戦法」講師